# Antrohyphantes
Antrohyphantes är ett släkte av spindlar. Antrohyphantes ingår i familjen täckvävarspindlar.
Kladogram enligt Catalogue of Life:
| Antrohyphantes | \| \| Antrohyphantes balcanicus \| \| \| \| \| \| Antrohyphantes rhodopensis \| \| \| \| \| \| Antrohyphantes sophianus \| \| \| \| |
|                | \| \| Antrohyphantes balcanicus \| \| \| \| \| \| Antrohyphantes rhodopensis \| \| \| \| \| \| Antrohyphantes sophianus \| \| \| \| |
|                | Antrohyphantes balcanicus |
|                | |
|                | Antrohyphantes rhodopensis |
|                | |
|                | Antrohyphantes sophianus |
|                | |